# 鈴鹿医療科学大学
鈴鹿医療科学大学（すずかいりょうかがくだいがく、英語: Suzuka University of Medical Science）は、三重県鈴鹿市岸岡町1001番地1に本部を置く日本の私立大学。1991年創立、1991年大学設置。大学の略称はSUMS。

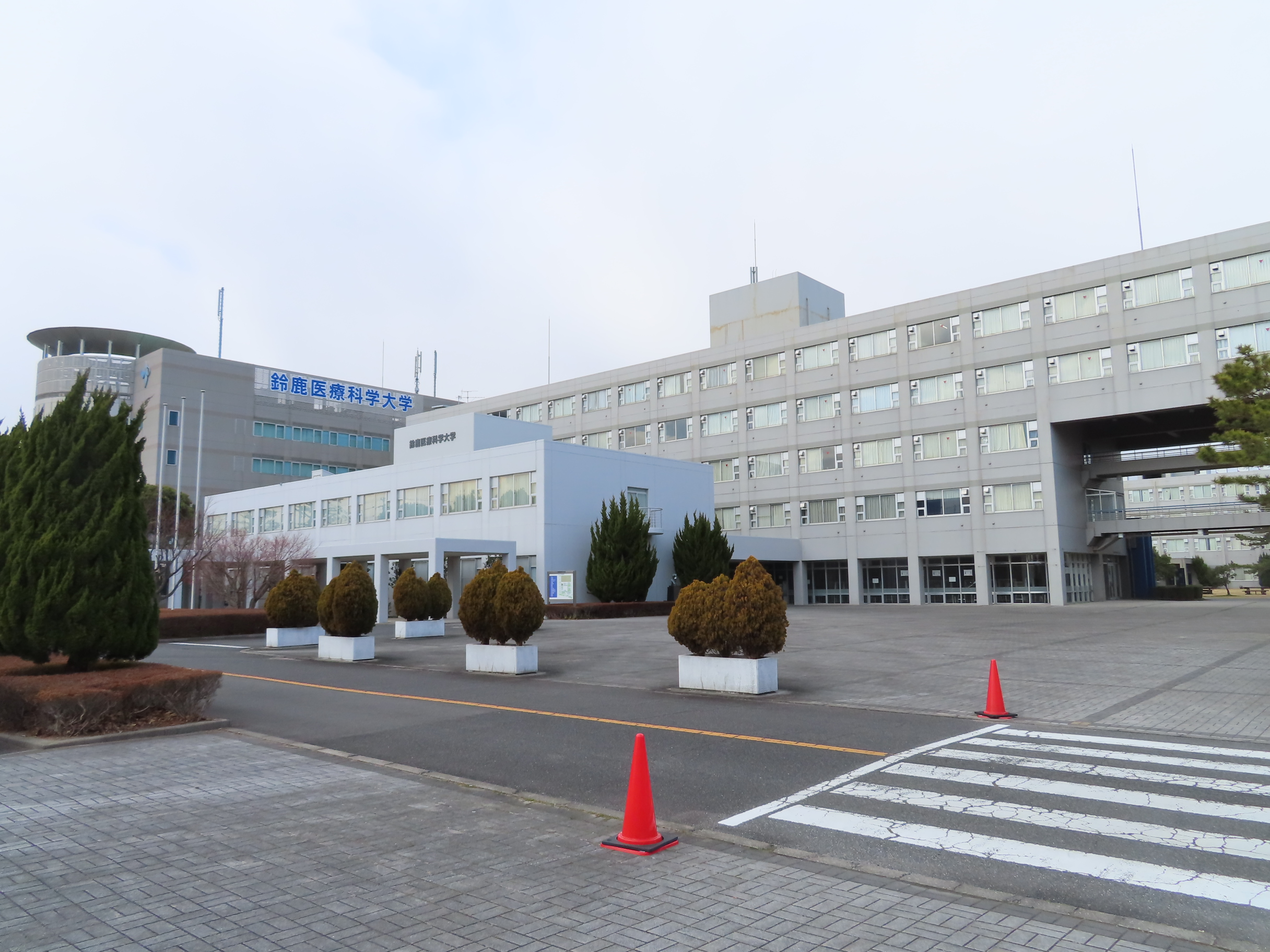
千代崎キャンパス

設置者は学校法人鈴鹿医療科学大学で、豊田長康が学長を務める。設置当初は鈴鹿医療科学技術大学であったが1998年に改称している。

## 設立の理念
1991年4月に「科学技術の進歩を、真に人類の福祉と健康の向上に役立たせる」コメディカル養成の四年制大学として、日本放射線技師会、三重県、鈴鹿市、日本放射線機器工業会などの支援で開学した。

## 沿革
- 1991年（平成3年）4月 - 鈴鹿医療科学技術大学として開学。保健衛生学部放射線技術科学科、医療栄養学科、医用工学部医用電子工学科、医用情報工学科をそれぞれ開設
- 1996年（平成8年）4月 - 大学院医療画像情報学研究科医療画像情報学専攻（修士課程）を開設
- 1998年（平成10年）4月 - 鈴鹿医療科学大学に改称
- 1999年（平成11年）
  - 4月 - 大学院研究科の名称を保健衛生学研究科に変更し、医療画像情報学専攻（博士後期課程）、医療栄養学専攻（修士課程）を開設
  - 7月 - 東洋医学研究所を設立
- 2000年（平成12年）4月 - 保健衛生学部医療栄養学科が「管理栄養士養成施設」に指定
- 2002年（平成14年）4月 - 保健衛生学部に理学療法学科を開設。医用工学部の医用電子工学科を臨床工学科に名称変更
- 2004年（平成16年）4月 - 保健衛生学部に医療福祉学科を開設。鍼灸学部鍼灸学科を開設
- 2008年（平成20年）4月 - 白子キャンパスが完成。薬学部薬学科を開設。医療福祉学科に保育士養成課程を設置
- 2009年（平成21年）4月 - 大学院に東京サテライトキャンパスを開設
- 2010年（平成22年）4月 - 大学院に医療科学研究科医療科学専攻（修士・博士課程）を設置。大学院の保険衛生学研究科を募集停止
- 2011年（平成23年）4月 - 医療栄養学科に管理栄養コース（管理栄養士養成課程）および臨床検査コース（臨床検査技師養成課程）を設置
- 2013年（平成25年）4月 - 保健衛生学部に鍼灸学科を開設。鍼灸学部鍼灸学科は募集停止。医療福祉学科に医療福祉コースおよび臨床心理コースを設置。医療福祉学科の保育士養成課程を募集停止
- 2014年（平成26年）4月 - 看護学部看護学科を開設。大学院薬学研究科医療薬学専攻（博士課程）を開設
- 2016年（平成28年）9月 - 大学院に名古屋サテライトキャンパスを設置
- 2017年（平成29年）4月 - 千代崎キャンパスに鈴鹿医療科学大学附属こころの相談センター、鈴鹿医療科学大学附属こころのクリニックを開設
- 2018年（平成30年）4月 - 医療栄養学科の管理栄養コースを管理栄養学専攻に、臨床検査コースを臨床検査学専攻に名称変更。医療福祉学科の医療福祉コースを医療福祉学専攻に、臨床心理コースを臨床心理学専攻に名称変更。鍼灸学科を鍼灸サイエンス学科に名称変更。
- 2019年（平成31年）4月 - 保健衛生学部にリハビリテーション学科を開設し、理学療法学専攻（理学療法士養成課程）および作業療法学専攻（作業療法士養成課程）をそれぞれ設置。理学療法学科を募集停止。鍼灸サイエンス学科に鍼灸・スポーツトレーナー学専攻および鍼灸学専攻を設置
- 2021年（令和3年）4月 - 医用工学部に医療健康データサイエンス学科を新設
- 2022年（令和4年）4月 - 保健衛生学部に救急救命学科を新設[1]
- 2023年（令和5年）4月 - 保健衛生学部に臨床検査学科を設置。医療栄養学科臨床検査学専攻を募集停止。

## 学部
- 保健衛生学部
  - 放射線技術科学科
  - 医療栄養学科
  - 臨床検査学科
  - リハビリテーション学科
    - 理学療法学専攻
    - 作業療法学専攻

  - 医療福祉学科
    - 医療福祉学専攻
    - 臨床心理学専攻

  - 鍼灸サイエンス学科
    - 鍼灸・スポーツトレーナー学専攻
    - 鍼灸学専攻

  - 救急救命学科
- 医用工学部
  - 臨床工学科
  - 医療健康データサイエンス学科
- 薬学部
  - 薬学科
- 看護学部
  - 看護学科

## 大学院
- 医療科学研究科
  - 医療科学専攻（修士課程・博士後期課程）
    - 社会人診療放射線技師対象の東京サテライトコース（放射線治療学コース／医用画像情報管理学コース）あり
- 薬学研究科
  - 医療薬学専攻（博士課程）

## 施設

### 学内施設
- 図書館
- 東洋医学研究所
- ICT教育センター
- ボランティアセンター
- 健康管理センター
- 学生相談室
- 学生食堂
- 女子学生寮・学生指定寮

### 関連施設
- 鈴鹿医療科学大学附属桜の森病院- 大学附属施設として緩和ケアに特化した病院。2021年4月1日開院。
- 附属こころの相談センター
- 附属こころのクリニック
- 附属鍼灸治療センター
- 桜の森白子ホーム
- 一般社団法人日本薬膳学会

## 対外関係

### 他大学との協定
国内大学
- 放送大学[2]
- 2007年に三重大学と「包括的連携協定」を締結。
- 2016年3月に「高等教育コンソーシアムみえ」を締結。

国外大学
- 天津中医薬大学 - 有効協力協定を締結

## 主な出身者
- 川嶋百香 - 女子競輪選手
- 工藤慎太郎 - 理学療法士